# Селиштеа (Ботошани)
Селиштеа (рум. Seliștea) насеље је у Румунији у округу Ботошани у општини Миљанка. Oпштина се налази на надморској висини од 147 m.

## Становништво
Према подацима из 2002. године у насељу је живело 415 становника, од којих су сви румунске националности.